# Osmotrofi
Osmotrofi innebär upptagande av näringsämnen i form av upplösta organiska föreningar, såsom enkla sockerarter, fettsyror och aminosyror, genom osmos. Organismer som använder sig av osmotrofi kallas osmotrofer. Vissa mixotrofa mikroorganismer använder sig av osmotrofi för att utvinna energi.